# Shirley Cawley
Shirley Cawley   (Croydon, 26 d'abril de 1932) és una exatleta anglesa, especialista en el salt de llargada, que va competir durant la dècada de 1950.
El 1952 va prendre part en els Jocs Olímpics de Hèlsinki, on va guanyar la medalla de bronze en la prova del salt de llargada del programa d'atletisme.

## Millors marques
- Salt de llargada. 5m 92 cm (1952)[1][2]